# Althoffia tumida
Althoffia tumida är en ryggsträngsdjursart som beskrevs av Lúcia Garcez Lohmann 1892. Althoffia tumida ingår i släktet Althoffia och familjen lysgroddar. Inga underarter finns listade i Catalogue of Life.